# Česká Čermná
Česká Čermná är en ort i Tjeckien. Den ligger i den nordöstra delen av landet, 130 km öster om huvudstaden Prag. Česká Čermná ligger 524 meter över havet och antalet invånare är 455.
Terrängen runt Česká Čermná är huvudsakligen kuperad, men åt nordväst är den platt. Terrängen runt Česká Čermná sluttar västerut. Runt Česká Čermná är det ganska glesbefolkat, med 42 invånare per kvadratkilometer. Närmaste större samhälle är Náchod, 5,0 km väster om Česká Čermná. I omgivningarna runt Česká Čermná växer i huvudsak blandskog.